# Amata quinquemacula
Amata quinquemacula là một loài bướm đêm thuộc phân họ Arctiinae, họ Erebidae.